# Kainuunsaari (ö i Haapavesi-Siikalatva)
Kainuunsaari är en halvö i Finland. Den ligger i sjön Pyhännänjärvi och i kommunen Pyhäntä i den ekonomiska regionen  Haapavesi-Siikalatva ekonomiska region  och landskapet Norra Österbotten, i den centrala delen av landet, 400 km norr om huvudstaden Helsingfors.